# 아르놀트 쇤베르크
아르놀트 쇤베르크(독일어: Arnold Schönberg, 1941년 이후: Arnold Schoenberg, 1874년 9월 13일 ~ 1951년 7월 13일)는 오스트리아에서 태어나 미국으로 귀화한 작곡가, 음악이론가이자 음악교육가이다. 20세기 클래식 음악에서 화성법을 혁신적으로 변화시킨 대표적인 현대음악가 중 한 명이다. 그의 음악에서 핵심적인 요소는 동기를 활용한 음악적 통일성이며, 발전적 변형(developing variation), 불협화음의 해방, 음악 공간의 통합과 같은 개념을 제창하였다. 쇤베르크는 이처럼 20세기 전반기의 가장 영향력있는 작곡가 중의 하나였으며, 조성음악의 해체에 기여한 중심인물 중 하나이다. 장조와 단조에 기반한 조성의 해체는 시기적으로 1906년과 1909년 사이에 이루어졌다. 쇤베르크는 12음기법을 확립한 장본인 중의 한 명이며, 12음기법은 음렬주의 음악으로 발전하여 현대음악에서 많은 작곡가들의 음악에 계승되었다.
쇤베르크의 초기 작품들은 《정화된 밤(1899)》과 같이 브람스와 바그너의 요소를 융합한 스타일을 기반으로 하였다. 안톤 베베른과 알반 베르크의 스승으로서 제2빈악파의 중심 인물이 되었으며, 시각 예술가들과 교류하며 《청기사(Der Blaue Reiter)》에 글을 기고하는 한편, 무조음악을 작곡하며 명성을 얻은 동시에 논란을 불러일으켰다.
쇤베르크는 《현악 사중주 2번(1907–1908)》, 《기대(Erwartung, 1909)》, 《달에 홀린 피에로(1912)》에서 극단적인 감정 표현을 탐구했으며, 자신의 자화상에서 강렬한 시선을 강조하는 특징을 보였다. 또한 《야곱의 사다리(1914년 작곡 시작)》와 《모세와 아론(1923년 작곡 시작)》을 작업하던 중, 당시 유럽 사회에서 만연했던 반유대주의에 대한 반동으로 유대교로 다시 개종했다. 또한, 그는 이 시기에 12음주의를 본격적으로 발전시켜 체계적인 작곡 기법으로 확립하였다. 쇤베르크는 12음 음악에서 모든 반음계 음들을 체계적으로 연관시키는 방식을 연구했으며, 조합적 6음 음형(combinatorial hexachords)을 활용하는 한편, 때로는 조성적 요소를 포함하기도 했다.
쇤베르크는 1926년부터 1933년까지 프로이센 예술 아카데미에서 활동했으나, 나치가 집권하면서 사임하고 망명하였다. 나치는 쇤베르크와 그의 제자들의 음악을 "퇴폐 음악"으로 규정하고 금지했다. 이후 미국으로 이주하여 캘리포니아 대학교 로스앤젤레스(UCLA, 1936~1944)에서 가르쳤으며, 현재 UCLA에는 그의 이름을 딴 시설이 있다. 이 시기 그는 영화 음악을 연구했는데, 이전에 《영화 장면을 위한 반주음악(Begleitungsmusik zu einer Lichtspielscene, 1929~1930)》에서 실험적 접근을 보였던 것처럼, 독창적인 방식으로 영화 음악에 접근했다. 또한, 보다 조성적인 음악을 작곡하며 1939년 《실내 교향곡 2번》을 완성했다.
1941년 미국 시민권을 획득하였고, 같은 해 미국이 제2차 세계대전에 참전하자, 1942년 《나폴레옹 찬가》를 작곡하여 파시스트 독재자들을 풍자했다. 이 작품에서는 베토벤의 "운명 동기(fate motif)"와 프랑스 국가 〈라 마르세예즈〉를 활용하였다. 전후, 빈에서는 그에게 명예 시민권을 부여하며 귀국을 권유했으나, 그는 건강이 악화된 상태였다. 이 시기의 심신 상태는 1946년 《현악 삼중주》에 반영되었다. 홀로코스트의 참상이 세상에 알려지자, 쇤베르크는 《바르샤바의 생존자(1947)》를 작곡하여 희생자들을 추모했다. 1951년, 이스라엘 음악원과 음악 아카데미는 그를 명예 회장으로 선출했다.
쇤베르크의 혁신적인 음악은 20세기 클래식 음악에서 가장 영향력 있고 논쟁적인 작품들 중 하나로 평가된다. 그의 형식적 원칙들은 최소 세 세대의 작곡가들에게 계승되었으며, 그의 미학과 음악사적 관점은 테오도어 아도르노와 카를 달하우스 같은 음악학자들에게도 깊은 영향을 미쳤다. 현재 그의 유산은 아르놀트 쇤베르크 센터에 보관되어 있다.

## 생애
쇤베르크는 빈에서 헝가리 출신의 구두공인 사무엘 쇤베르크의 아들로 태어났다. 작곡가 본인의 설명에 의하면 9세부터 바이올린을 배우기 시작하였으며, 독학으로 작곡을 공부했다고 한다. 학창 시절에 폴카와 행진곡을 썼으며, 1889년 부친의 사후에는 가족의 생계를 책임지기 위하여 학교를 자퇴하고 은행의 직원연수과정에 참여한다.
쇤베르크의 기억에 의하면 그가 작곡가 또는 예술가로서 음악적 기초를 확립해준 인물이 세 명이있었다고 한다. 첫째는 음악이론, 시작, 그리고 철학의 기본을 전수해준 오스카 아들러였으며, 둘째는 윤리, 도덕, 그리고 "관행 그리고 보편적 토속성에 대한 저항"을 일깨워준 다빗 요제프 바흐였으며, 셋째는 1895년 아마추어 오케스트라인 폴리휨니아에 첼리스트로 입단하면서 알게 된 지휘자 알렉산더 젬린스키이다. 이 지휘자는 쇤베르크의 재능을 간파하고 그의 초기작을 연주할 수 있는 기회를 마련해주고, 작곡수업도 몇 개월간 해주었다. 쇤베르크는 그러나 작곡에 대한 대부분의 지식은 브람스, 바그너, 말러, 바흐, 그리고 모차르트와 같은 대가를 통한 연구를 통하여 획득하였다고 주장한다.
쇤베르크는 20대에 오페레타의 관현악 편곡으로 돈을 벌면서 현악 6중주 《정화된 밤》(1899년)과 같은 작품을 썼다. 후에 그 작품을 관현악으로 편곡하여 현재는 그의 가장 유명한 작품 중 하나가 되었다. 리하르트 슈트라우스는 쇤베르크의 작품 《구레의 노래》를 접했을 때 그의 재능을 인정했다. 구스타프 말러는 쇤베르크를 문하생으로 두고 자신이 죽은 뒤에 그의 뒤를 봐 줄 사람이 없음을 걱정했다. 쇤베르크는 말러의 영향을 받았으며, 말러를 “성자”로 여겼다.
하지만 쇤베르크의 작품은 대중에게 받아들여지지 않았다. 1907년에 《실내 교향곡 제1번》이 초연되었을 때 청중은 적었으며 반응도 열광적이지 않았다. 1913년에 그 곡이 알반 베르크, 안톤 베베른, 알렉산더 젬린스키의 곡과 함께 다시 연주되었을 때 청중은 소리지르며 비난했다. 후에 쇤베르크의 가곡이 공연되는 동안에는 난동이 시작되어서 경찰이 출동했다고 한다. 쇤베르크의 음악은 그 동안 서양음악의 토대를 이루던 조성을 해체하는 것이었으므로 극단적인 반응을 보였던 것이다. 그의 문하생들과 추종자들은 그를 음악의 가장 중요한 인물로 보았지만, 평론가들은 그가 발표한 작품들에 대하여 호의적이지 않았다.
후에 쇤베르크는 12음 기법을 만들었다. 이는 후에 음렬주의로 발전하게 되는데, 그의 제자들이 그 기법을 받아들이면서 2차 빈 음악파를 결성했다. 그들 중에는 안톤 베베른, 알반 베르크와 한스 아이슬러가 있다. 그는 음악이론가도 명성을 쌓았는데, 그의 대표적 저서로 《화성 이론》(Harmonielehre)이나 《음악 작곡의 기초》(Fundamentals of Music Composition)가 있다. 이 저서들은 오늘날에도 출판되어 음악이론과 작곡의 교육에 있어서의 비중있는 참고자료로서의 역할을 하고 있다.
쇤베르크는 이렇게 말한 적이 있다: "지금(1914년)까지가 '평범한' 시대였다면 우리 시대의 음악은 아주 달라야 한다."
그 해에는 추상 미술과 정신 분석 요법이 등장하였다. 그당시에는 많은 지식인들이 생각의 흐름이 다시 돌아오지 않을 길로 들어가 다시 반복되지 않을 것이라고 생각했다. 1901년(Gurrelieder-구레의 노래. 1911년 완성)부터 1910년(Five Pieces for Orchestra)까지 쇤베르크의 음악은 누구보다도 더 급격히 바뀌었다.
그가 현악 사중주 작품번호 7과 실내 교향곡 작품번호 9를 완성했을 때 그는 그의 작풍을 완성했다고 생각했다 하지만 두 번째 사중주 작품번호 10과 세 개의 피아노 소품 작품번호 11을 작곡했을 때, 화성에 첨가음을 집중시키는 것이 실제로 연주되었을 때 협화음과 불협화음 사이에 별 차이를 느끼게 하지 못한다는 것을 받아들여야 했다. 쇤베르크 자신이 음악을 반복하거나 발전할 필요가 없다고 생각했기 때문에 그당시의 음악은 함축적이고 생략적이었다.
제1차 세계대전은 그에게 큰 고비가 되었다. 군에 복무하면서 곡을 제대로 쓸 수 없게 되었고, 그 시기에는 그의 미완성 작품만 남게 되었다. 전쟁이 끝난 후 그는 음악의 질감을 단순하게 만들 수 있는 방법을 찾게 되었고 12음 기법을 만들게 되었다. 쇤베르크는 그의 친구 Josef Rufer와 산책하면서 이렇게 말했다. "나는 오늘 독일 음악의 우위를 100년 동안 지속시킬 발견을 했다네."
이 말은 오해의 여지가 많다. 하지만 이는 독일과 오스트리아의 패전을 빗대어 표현한 쇤베르크만의 조소적인 유머인 것이다. 그리고 스스로가 모차르트와 바흐처럼 되고 싶어하는 야망을 담고 있기도 하다.
쇤베르크는 많은 작품을 발표함으로써 그의 기법이 과거의 음악을 답습하지 않는 음악을 만들어낸다는 것을 보여주었다. 그 정점은 《모세와 아론》인데, 그는 삼분의 이 가량을 썼지만 완성하지 않았다. 결국 오페라는 모세가 표현하지 못할 정도로 고통스러워서 소리치는 부분인데, 쇤베르크가 그 자신을 어떤 예언자로 생각하여 더 이상 작품을 쓸 수 없지 않았겠냐는 설도 있다.
캘리포니아에 살면서 쓴 작품에서 그는 (전통화성은 쓰지 않았지만) 전통적인 화음으로 다시 돌아왔다. 그때의 그는 자신의 음악이 과거로부터 완전히 벗어났다고 생각했다.
현재까지도 쇤베르크의 기법에는 논란의 여지가 있다. 많은 사람들이 이를 음악으로도 생각하지 않는 반면 어떤 사람은 이 음악에 깊게 공감하기도 한다.
쇤베르크는 화가이기도 했다. 그의 작품은 프란츠 마르크와 바실리 칸딘스키의 작품과 같이 전시되어도 좋을 정도였다고 한다. 연극과 시, 그리고 정치 문제와 유대인들에 대한 책도 썼다.
1933년 쇤베르크는 나치에 의해 유럽에서 추방되어 1941년에 캘리포니아로 이주했다. 1951년 로스앤젤레스에서 별세 했다.

## 주요 작품

### 관현악곡
- 펠레아스와 멜리장드 작품번호 5(1902~3)
- 실내 교향곡 1번 마장조 작품번호 9(1906)
- 5개의 관현악 소품 작품번호 16(1909)
- 관현악 변주곡 작품번호 31(1925~6)
- 실내 교향곡 2번 내림 마단조 작품번호 38(1906, 39)
- 주제와 변주곡 사단조 작품번호 43b (1943)

### 협주곡
- 첼로 협주곡 라장조 (1932)
- 바이올린 협주곡 작품번호 36(1934,6)
- 피아노 협주곡 작품번호 42(1942)

### 실내악
- 현악 4중주 라장조(1897)
- 현악 6중주 정화된 밤 작품번호 4 (1899)
- 현악 4중주 1번 라단조 작품번호 7(1904/5)
- 현악 4중주 2번 올림 바단조 작품번호 10(1907/8)
- 목관 5중주 작품번호 26(1924)
- 현악 4중주 3번 작품번호 30(1927)
- 현악 4중주 4번 작품번호 37(1936)
- 현악 3중주 작품번호 45(1946)
- 환상곡 작품번호 47(바이올린과 피아노, 1949)

### 피아노
- 3개의 소품 작품번호 11 (1909)
- 6개의 작은 소품 작품번호 19(1911)
- 모음곡 작품번호 25(1921)
- 2개의 소품 작품번호 33(1928,31)

### 가곡
- 6개의 관현악 가곡 작품번호 8(1903~5)
- 가공의 정원에서의 15개의 시 작품번호 15(1908~9)
- 마음의 나뭇잎 작품번호 20(1911)
- 달에 홀린 피에로 작품번호 21(1912)

### 합창
- 구레의 노래 (1901, 11)
- 바르샤바의 생존자 작품번호 46 (1947)

### 오페라
- 기대(독백극) 작품번호 17(1909)
- 행복한 손(음악이 있는 드라마) 작품번호 18(1910~13)
- 오늘부터 내일까지 작품번호 32 (1928~9)
- 모세와 아론 (1930~32, 미완성)

## 일화
쇤베르크는 13 공포증이 있었다. 그의 후기작품인 오페라 《모세와 아론》의 제목을 옳은 철자법인 "Moses und Aaron"으로 하지 않고 "Moses und Aron"으로 한 것은 철자의 알파벳 개수가 13이 되는 것을 꺼렸기 때문이라는 이야기가 있다. 그는 자신이 13일에 태어났다는 사실을 불길한 징조로 생각했다. 심지어 자신이 76세가 되는 것을 두려워하기까지 했는데, 각각의 숫자를 합하면 7+6=13이 되기 때문이었다. 실제로 그는 77번째 생일이 되기 두 달 전에 세상을 떠났다.

## 같이 보기
- 존 애덤스 (작곡가)
- 테오도어 아도르노
- 피에르 불레즈
- 바실리 칸딘스키